# Bjergets skygge
Bjergets skygge er en dokumentarfilm fra 2003 instrueret af Jens Birkholm og Morten Lundgaard.

## Handling
Filmen tager os med højt op i Andesbjergene til Potosí i Bolivia, hvor vi stifter bekendtskab med minearbejdernes verden.